# Karen Heinrichs
Karen Heinrichs (* 31. März 1974 in Seehausen, Altmark) ist eine deutsche Hörfunk- und Fernsehmoderatorin.

## Leben und Wirken
Ihre ersten Erfahrungen mit dem Journalismus machte sie im Alter von 18 Jahren während eines Volontariats bei Radio SAW in Magdeburg, zu dem unter anderem auch ein Praktikum beim Sat.1-Frühstücksfernsehen in Berlin gehörte. Während ihres Studiums der Literatur, germanistischen Linguistik und Philosophie blieb sie den Medien treu. Von 1995 bis 2000 arbeitete sie als Moderatorin bei 94,3 rs2 in Berlin.
Nach der Elternzeit für ihren Sohn moderierte sie von 2002 bis 2004 bei Star FM und von 2004 bis 2007 als Chefmoderatorin bei 105’5 Spreeradio.
Seit dem 16. April 2007 gehört Heinrichs zum Moderatorenteam des Sat.1-Frühstücksfernsehens. Mit Moderator Jan Hahn moderierte sie zunächst wochentags ab 8 Uhr die Morgensendung und trat somit vorerst die direkte Nachfolge von Moderatorin Marlene Lufen an. Inzwischen moderiert sie meist an der Seite von Christian Wackert. Zudem moderierte sie zwischen 2010 und 2012 gelegentlich Push – Das Sat.1-Magazin als Vertretung für Annika Lau. Ab Anfang Mai 2016 war sie zudem in der Sat.1-Sendung Fahndung Deutschland zu sehen. Im Juli 2016 war sie Moderatorin bei Liebe leicht gemacht? Das SAT.1-Beziehungsexperiment.
Von November bis Dezember 2020 moderierte sie zusammen mit Simone Panteleit das Sat.1-Frühstücksfernsehen Hautnah – Die Vormittags-Show und seit Oktober 2021 das Sat.1-Frühstücksfernsehen am Sonntag.
Neben ihrer Moderatorinnentätigkeit spielte sie 2014 eine Nebenrolle im Film Mein Lover, sein Vater und ich!.
Karen Heinrichs hat einen Sohn und eine Tochter.

## Sendungen (Fernsehen)
- seit 2007: Sat.1-Frühstücksfernsehen (SAT.1)
- 2010 bis 2012: Push – Das Sat.1-Magazin (SAT.1)
- 2016: Fahndung Deutschland (SAT.1)
- 2016: Liebe leicht gemacht? Das SAT.1-Beziehungsexperiment (SAT.1)
- 2016: Fahndung Deutschland Spezial (SAT.1)
- 2018 bis 2019: Endlich Feierabend! (SAT.1)
- 2020: Sat.1-Frühstücksfernsehen Hautnah – Die Vomittags-Show (SAT.1)
- seit 2021: Sat.1-Frühstücksfernsehen am Sonntag (SAT.1)

## Veröffentlichungen
- Roman Maria Koidl, Karen Heinrichs, Marlene Lufen, Annika Kipp: Scheißkerle. Warum es immer die Falschen sind. Hoffmann und Campe, Hamburg 2010, ISBN 978-3-455-30700-9 (Audio-CD)